# Gleno (torrente)
Il Gleno è un torrente della provincia di Bergamo.
Nasce dal passo di Belviso, alle pendici del monte Gleno, nelle Alpi Orobie e confluisce dopo 8 km da destra nel Dezzo a Vilminore, in Valle di Scalve. Il torrente scorre interamente nel comune di Vilminore di Scalve, bagnando le frazioni Pianezza e Bueggio.
Lungo il corso del torrente era stata realizzata la diga del Gleno, la quale nel 1923 subì un crollo che riversò l'acqua del bacino nella valle sottostante, causando alcune centinaia di morti. La diga era stata costruita secondo schemi futuristici, ma con materiali inadeguati che non ressero a lungo la pressione che l'acqua esercitava. La diga crollò e si svuotò in pochissimo tempo, la massa d'acqua travolse alcuni paesi della Valle di Scalve (Bueggio, Dezzo) prima di dirigersi in Valle Camonica e nell'Oglio.

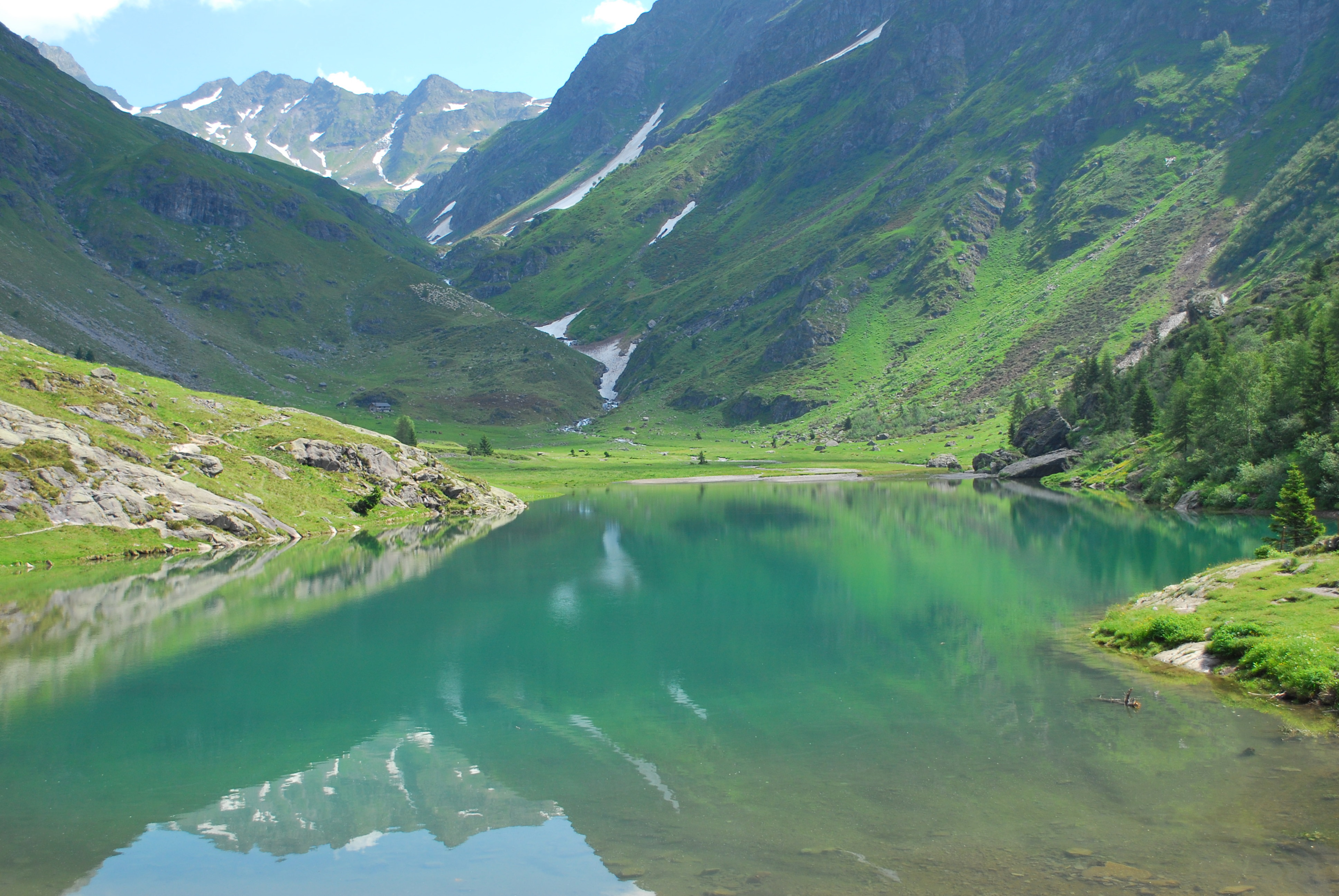
Il lago formato dal torrente presso i ruderi della diga del Gleno

Questa tragedia è paragonabile a quella più famosa del Vajont, avvenuta quasi 40 anni dopo, con la differenza che in quest'ultimo caso fu la montagna a franare, mentre la diga rimase intatta.
A valle della diga, in prossimità della frazione Bueggio, il torrente prende il nome di Povo. In tal senso è utile ricordare come le attuali frazioni di Vilminore poste alla sua destra orografica formassero, fino al 1927, il comune denominato Oltrepovo.
Poco prima di confluire nel Dezzo riceve da destra le acque del Nembo.